# 阿特金森 (緬因州)
阿特金森（英語：Atkinson）是位於美國緬因州皮斯卡特奎斯縣的一個未組織地區。

## 地方資料
阿特金森的面積為101.14平方千米，當中陸地面積為100.47平方千米，而水域面積為0.67平方千米。根據2020年美國人口普查的數據，當地共有人口303人，而人口密度為每平方千米3人。